# Potentin
Pour les articles homonymes, voir Potentien et Potentinus.
Potentin ou Potan est un saint de l'Église catholique, ayant vécu au VIIe siècle, et fondateur d'un monastère en Armorique.  

## Biographie
Potentin est sûrement irlandais, car vers 585, il est l'un des religieux qui s'embarque avec Saint Colomban. Ensemble, ils traversent la mer d'Irlande sur un curragh, bateau souple fait de lattes enveloppées de cuir. Puis ils longent les côtes de la Cornouailles anglaise et font étape près de Tintagel. Une fois en France, Saint Colomban fonde un monastère à Luxeuil. Néanmoins, vers 610, à la suite d'un conflit avec l'Église française et Brunehaut, l'ensemble des moines est expulsé du lieu, et ils remontent la Loire vers Nantes. 
Après s'être arrêté près de Coutances, en Armorique, Potentin y fonde un monastère (aujourd'hui disparu), dont il est le premier abbé. Une légende locale voudrait que se monastère se trouve à Saint-Pôtan, village qui tiendrait son nom de Potentin (aussi connu sous le nom de Potan). Il est encore vivant en 640, date à laquelle il est cité dans la vie de Saint Colomban de Jonas de Bobbio.